# Konséguéla
Konséguéla est une localité et une commune rurale du Mali, chef-lieu du cercle de Konséguéla et la région de Koutiala.

## Géographie
La localité de Konséguéla est située sur la route régionale RR 13 (axe Koutiala-Béléko Soba) à 47 km à l'ouest du chef-lieu régional Koutiala. 
| Konina       | Miéna      | N'Tossoni      |
| Diédougou    | Konséguéla | N'Golonianasso |
| N'Dlondougou | Dogoni     | Fagui          |

## Histoire
Avant 2012, Konséguéla est une commune rurale du cercle de Koutiala dans la région de Sikasso. Lors de la réforme administrative de 2023, la commune rurale est soustraite du cercle de Koutiala et la localité est érigée en chef-lieu de cercle dans la région de Koutiala.

## Villages
La commune s'étend sur 16 localités relevées lors du recensement général de 2009. 
Les villages les plus peuplés sont :
- Konséguéla (5 357 habitants)
- Sogotila (3 481 habitants)
- Tempéla (2 591 habitants)

En 2023, la loi 2023-007 attribue à la commune 19 villages, fractions ou quartiers  :
- Konséguéla
- N'Téguéla
- Siguénasso
- Torosso
- Morena
- Niémina
- Kolonina
- Siguesso
- Tempéla
- Konkombougou
- Wessérébougou
- Toupourla
- Tomina
- Fizankoro
- Sogotila
- N'Golobougou
- Kiana
- Kambougou
- Sounon